# (5582) 1989 CU8
(5582) 1989 CU8 es un asteroide perteneciente al cinturón de asteroides descubierto el 13 de febrero de 1989 por Henri Debehogne desde el Observatorio de La Silla, Chile.

## Designación y nombre
Designado provisionalmente como 1989 CU8.

## Características orbitales
1989 CU8 está situado a una distancia media del Sol de 2,894 ua, pudiendo alejarse hasta 2,949 ua y acercarse hasta 2,838 ua. Su excentricidad es 0,019 y la inclinación orbital 2,092 grados. Emplea 1798,43 días en completar una órbita alrededor del Sol.

## Características físicas
La magnitud absoluta de 1989 CU8 es 12,8. Tiene 7,613 km de diámetro y su albedo se estima en 0,253. 